# 布林迪西蒙塔尼亚
布林迪西蒙塔尼亚（義大利語：Brindisi Montagna），是意大利波坦察省的一个市镇。总面积59平方公里，人口917人，人口密度15.5人/平方公里（2009年）。ISTAT代码为076014。